# 阿爾及利亞—北韓關係
阿爾及利亞—北韓關係（阿拉伯语：‎）是阿尔及利亚民主人民共和国与朝鲜民主主义人民共和国之间的双边关系。兩國正式外交關係建立於1958年9月25日，阿尔及利亚是第一个与北韓建立外交关系的非洲国家以及阿拉伯国家，1975年隨著北韓最高領導人金日成訪問阿爾及利亞而達到高峰，其后受到北韓的自我孤立外交政策以及阿尔及利亚与南韓关系的改善影響而趋于冷却。

## 历史
北韓於1958年承認阿爾及利亞民族解放陣線，随即在9月25日与该国临时政府建立邦交，阿尔及利亚因此成为非洲以及阿拉伯世界第一个与北韓建立外交关系的国家。阿国于1962年正式脱离法国建立后，开始支持第三世界的民族解放运动，由于两国价值观念相近，双边关系也迅速升温，北韓还在1964年向阿尔及利亚捐赠了医疗器具:9。1975年，在出访了罗马尼亚后，朝鮮勞動黨中央委員會總書記金日成出访了阿尔及利亚，期间他得到了阿尔及利亚革委会主席胡阿里·布邁丁的接见，他也肯定了后者在非洲去殖民化进程中的首要地位:8。西撒哈拉战争期间，北韩还向与阿尔及利亚与波利薩里奧陣線方面提供了军事支持，但此举也得罪了毛里塔尼亚，导致后者随即与北韩断交，直到三年后才恢复邦交。而阿尔及利亚也長期與北韓維持友好關係，在阿國遭受武器禁运时，北韓也曾为其提供武器、培训军人，阿国直到冷戰結束前夕才與南韓建立正式外交關係。
金日成逝世后，由于资金不足以及国际社会對北韓的制裁:18，加上南韓顺势加强与非洲诸国的外交联系，北韓与阿尔及利亚双边关系也因此淡化。但阿尔及利亚仍然与北韓保持着一定的联系，该国首都阿尔及尔是少数拥有北韓大使馆的非洲城市之一，在美朝关系恶化时，阿尔及利亚曾从中调解，阿国亦试图促进朝鲜半岛南北关系的改善。北韓也曾向阿尔及利亚派出创汇务工人员，这些劳工在阿国的石油、公共工程领域具有优势，但后者已经开始限制北韓劳工入境。